# Deutscher Aktienindex

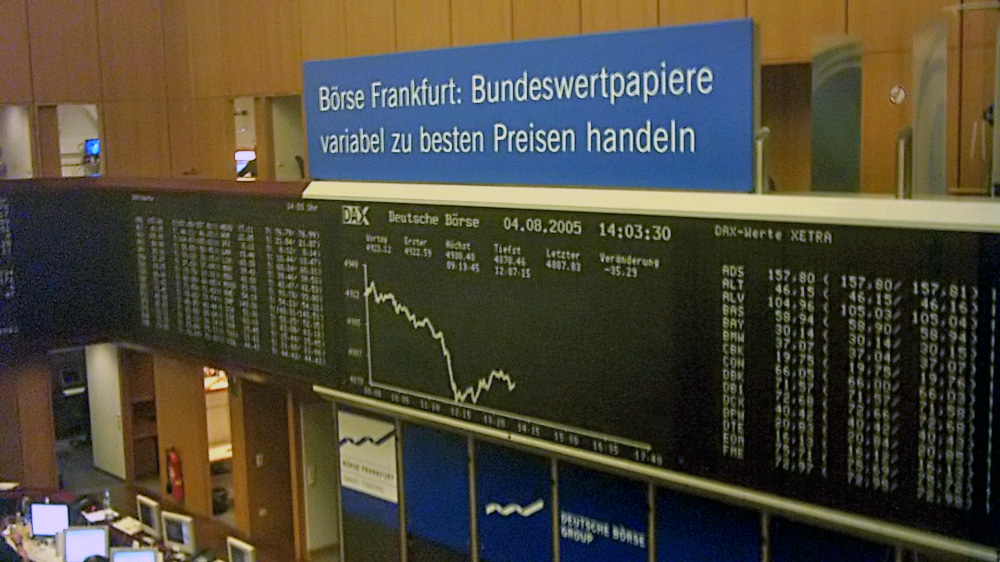
Bild från DAX i Frankfurt am Main.

Deutscher Aktienindex (DAX) är ett tyskt aktieindex med säte i Frankfurt am Main. Indexet beräknas som det kapitaliserade genomsnittet av aktiekurserna för de 40 största aktiebolagen i Tyskland. DAX motsvarar Storbritanniens FTSE 100 och Amerika's Dow Jones index.
DAX skapades den 1 juli 1988, med ett initialt värde på 1 000 poäng. Indexet beräknas av Deutsche Börse AG.
Den 24 november 2020 tillkännagav Deutsche Börse att indexet skulle utökas med ytterligare tio komponenter för att mer fullständigt återspegla den tyska ekonomins nuvarande struktur. Expansionen skedde under tredje kvartalet 2021.

## Indexberäkning
Sedan januari 2016 har indexet beräknats varje handelsdag från 09:00 centraleuropeisk tid. Vid beräkning av DAX används aktiekurser på XETRA:s elektroniska börs.
För en beräkning baserad på etienne Laspeyres formel viktas aktiekurserna för utvalda börsnoterade företag efter deras börsvärde.
Endast aktier i fritt flytande beaktas. Om ett företags kapital är uppdelat i flera typer av aktier (t.ex. stamaktier och preferensaktier) används en aktietyp med högre likviditet.

## Urvalskriterier
Från och med september 2021 har företag rätt att endast ingå i DAX på ett huvudkriterium - börsvärdet för aktiebolaget. Det totala värdet av alla aktier som är i fritt flytande och inte i händerna på strategiska investerare beaktas. Andra tidigare kriterier, såsom handeln med dessa värdepapper, har försvunnit.
Dessutom har ett nytt strikt villkor införts: kandidater till DAX 40 måste arbeta med vinst i minst två år, samt regelbundet lämna in inte bara års- och halvårsrapporter utan även kvartalsrapporter som har godkänts av en fastställd revision.
En aktie kan uteslutas från indexet mellan ombalanseringsdatum om dess vikt överstiger 10% och aktiekursens 30-dagars historiska volatilitet överstiger 250%.
Följande företag är för närvarande[när?] med i DAX-indexet:
- Adidas
- Allianz
- BASF
- Bayer AG
- Beiersdorf
- BMW
- Commerzbank
- Daimler AG
- Deutsche Bank
- Deutsche Börse
- Lufthansa
- Deutsche Post
- Deutsche Telekom
- E.ON
- Fresenius Medical Care
- Fresenius
- Hannover Re
- Henkel
- K+S
- Linde AG
- MAN
- Merck
- Metro AG
- Munich Re
- RWE
- Salzgitter
- SAP
- Siemens
- ThyssenKrupp
- Volkswagen